# A View from the Top of the World
| Recensione       | Giudizio |
| ---------------- | -------- |
| AllMusic         |          |
| Blabbermouth.net |          |
| Metal Hammer     |          |
| Ondarock         |          |

A View from the Top of the World è il quindicesimo album in studio del gruppo musicale statunitense Dream Theater, pubblicato il 22 ottobre 2021 dalla Inside Out Music.

## Descrizione
Si tratta del primo disco registrato dal gruppo presso il loro studio personale, il DTHQ, nonché il primo dai tempi di Black Clouds & Silver Linings a includere meno di nove tracce e il primo da Dream Theater a contenere almeno un brano dalla durata di dieci minuti oltre che a terminare con la traccia più lunga. La copertina, curata dallo storico collaboratore Hugh Syme, ritrae il Kjeragbolten incastrato nelle montagne di Kjerag in Rogaland, Norvegia.
Al fine di anticiparne l'uscita, il gruppo ha reso disponibile tra agosto e settembre i singoli The Alien e Invisible Monster, il primo dei quali vincitore del Grammy Award alla miglior interpretazione metal alla 64ª edizione dei Grammy Award. Tra febbraio e giugno 2022 il gruppo ha intrapreso la tournée mondiale Top of the World Tour, dove sono stati supportati dagli Arch Echo nella tappa statunitense, dai Falset in quella canadese, dai Tesseract nelle date britanniche e da Devin Townsend nel resto dell'Europa.
Si tratta dell'ultima pubblicazione in studio con il gruppo del batterista Mike Mangini prima del rientro nel gruppo del batterista e fondatore Mike Portnoy nell'ottobre 2023.

## Tracce
Testi di John Petrucci, eccetto dove indicato, musiche dei Dream Theater.
1. The Alien – 9:32 (testo: James LaBrie)
2. Answering the Call – 7:35 (testo: James LaBrie)
3. Invisible Monster – 6:31
4. Sleeping Giant – 10:05
5. Transcending Time – 6:25
6. Awaken the Master – 9:47 (testo: John Myung)
7. A View from the Top of the World – 20:24

Contenuto bonus nell'edizione deluxe
- CD 2 – Instrumental Versions

1. The Alien (Instrumental Version) – 9:32
2. Answering the Call (Instrumental Version) – 7:35
3. Invisible Monster (Instrumental Version) – 6:31
4. Sleeping Giant (Instrumental Version) – 10:05
5. Transcending Time (Instrumental Version) – 6:25
6. Awaken the Master (Instrumental Version) – 9:47
7. A View from the Top of the World (Instrumental Version) – 20:24

- BD

1. The Alien (5.1 Mix Video Animation) – 9:32
2. Answering the Call (5.1 Mix Video Animation) – 7:35
3. Invisible Monster (5.1 Mix Video Animation) – 6:31
4. Sleeping Giant (5.1 Mix Video Animation) – 10:05
5. Transcending Time (5.1 Mix Video Animation) – 6:25
6. Awaken the Master (5.1 Mix Video Animation) – 9:47
7. A View from the Top of the World (5.1 Mix Video Animation) – 20:24
8. Digging for a Spark - A View from Inside DTHQ – 37:48

## Formazione
Gruppo
- James LaBrie – voce
- John Petrucci – chitarra
- John Myung – basso
- Jordan Rudess – tastiera
- Mike Mangini – batteria

Produzione
- John Petrucci – produzione
- James "Jimmy T" Meslin – ingegneria del suono, produzione aggiuntiva
- Andy Sneap – missaggio, mastering

## Classifiche
| Classifica (2021)          | Posizione massima |
| -------------------------- | ----------------- |
| Australia                  | 42                |
| Austria                    | 5                 |
| Belgio (Fiandre)           | 12                |
| Belgio (Vallonia)          | 16                |
| Canada                     | 32                |
| Finlandia                  | 1                 |
| Francia                    | 30                |
| Germania                   | 2                 |
| Giappone                   | 8                 |
| Italia                     | 9                 |
| Norvegia                   | 13                |
| Paesi Bassi                | 3                 |
| Polonia                    | 6                 |
| Portogallo                 | 8                 |
| Regno Unito                | 21                |
| Regno Unito (rock & metal) | 2                 |
| Repubblica Ceca            | 27                |
| Slovacchia                 | 62                |
| Spagna                     | 21                |
| Stati Uniti                | 52                |
| Stati Uniti (hard rock)    | 3                 |
| Stati Uniti (rock)         | 10                |
| Svezia                     | 21                |
| Svizzera                   | 3                 |
| Ungheria                   | 11                |